# Elio (cantante)
Elio, pseudonimo di Stefano Belisari (Milano, 30 luglio 1961), è un cantautore, musicista, comico, doppiatore e attore italiano.
È il leader del complesso Elio e le Storie Tese, da lui fondato nel 1980.
È voce solista del gruppo ma si esibisce suonando anche la chitarra e il flauto traverso, strumento in cui si è diplomato al Conservatorio Giuseppe Verdi di Milano. Alcune volte ha suonato anche il basso elettrico. È stato inoltre interprete di partiture scritte per lui da compositori di provenienza classica, come Luca Lombardi o Nicola Campogrande e anche giudice di X Factor dalla quarta alla settima e della nona edizione.

## Biografia
Stefano Belisari, conosciuto anche con lo pseudonimo Elio, è nato a Milano il 30 luglio 1961. Di origini marchigiane e abruzzesi (la madre è originaria di Cossignano, in provincia di Ascoli Piceno, il padre di Montepagano, in provincia di Teramo), si diploma al liceo scientifico Einstein e anche al Conservatorio Giuseppe Verdi di Milano e nel 2003 si laurea in ingegneria elettronica al Politecnico di Milano. Sposato, dall'11 novembre 2009 è padre di due gemelli, Dante e Ulisse. Il vero nome di Elio è stato per anni tenuto nascosto; in occasione di concerti o interviste, spesso si prendeva gioco dei propri interlocutori "rivelando" di chiamarsi con nomi inventati al momento, come "Roberto Moroni" o "Roberto Gustativi".

## Elio e le Storie Tese
A Elio si deve essenzialmente l'ideazione e la fondazione del complesso, di cui un primo nucleo era già presente alla fine degli anni settanta al liceo Einstein di Milano: tra i compagni di classe di Stefano Belisari infatti c'erano Marco Conforti (fratello maggiore di Sergio Conforti/Rocco Tanica, e successivamente anche manager del gruppo) e Luca Mangoni (che accompagnerà le esibizioni del gruppo a partire dai primi anni novanta con le sue performance artistiche). Al momento della fondazione, Elio è anche il chitarrista principale del gruppo, ruolo che successivamente lascia al nuovo entrato Cesareo: circostanza che gli permette di curare maggiormente la mansione di frontman. Oltre al canto, Elio suona generalmente anche il flauto traverso (per esempio in El Pube, Psichedelia e Plafone) e accompagna alla chitarra Cesareo (per esempio in Il Rock and Roll e in Tapparella). Suona inoltre il basso nella versione in studio di Omosessualità (Eat the Phikis, 1996) e nelle versioni live di Servi della Gleba (verso la fine dell'esecuzione, mentre Faso recita una parte parlata che conclude la canzone).
Elio è coautore (per musica e testi) pressoché di tutte le canzoni del repertorio del complesso: in un primo momento in coppia con Rocco Tanica, e successivamente anche con Faso e Cesareo.

## Altre attività artistiche
Artista eclettico, conta, tra l'altro, partecipazioni a opere teatrali (L'opera da tre soldi di Bertolt Brecht, Storia di amore e di anarchia, musical di Lina Wertmüller) e ha all'attivo numerose collaborazioni a dischi di musica leggera, tra cui quella con Giorgio Conte, con cui ha cantato Modulazione di frequenza nell'album Giorgio Conte del 1993. Insieme a Faso, Rocco Tanica, Cesareo, Mangoni e Linus conduce la trasmissione radiofonica di Radio Deejay Cordialmente, in onda dal 1993. Ha composto quasi tutte le sigle di Mai dire Gol partecipandovi diverse volte come ospite nei vari anni. Nel 2001 è stato ospite fisso della trasmissione con tutto il gruppo che, per l'occasione, ha preso il nome di "Tripudio Intestinale".
Verso la fine degli anni novanta ha doppiato il personaggio di Butt-head del cartone animato Beavis and Butt-Head in onda su MTV insieme a Nicola Fasani (che ha doppiato invece Beavis), dalla quarta serie fino alla settima. Ha collaborato alla stesura del doppiaggio del film Austin Powers - La spia che ci provava. La sua carriera di doppiatore è proseguita con il film d'animazione Terkel in Trouble (2004). Ha prestato la voce anche a Pino il Pinguino, mascotte della pubblicità della Vodafone dal 2013.
Nell'estate del 1992 ha conosciuto i Tenores di Neoneli, con i quali ha collaborato per anni (insieme a Jantoman, Faso, Christian Meyer e Vittorio Cosma, tutti membri di Elio e le Storie Tese) sia nel disco Terra Nostra del 1996, dove ha cantato una versione in lingua sarda de La terra dei cachi, sia in quello del 2000, Barones, dove ha cantato (sempre in sardo) il brano Intantu, e pure in quello del 2003, D@e Coro, dove di canzoni in sardo ne ha cantate quattro: Sartiglia, Miniera, Nerone e Trallallera. Elio e i Tenores di Neoneli hanno fatto anche molti concerti assieme, formando quello che è conosciuto come il progetto NeonElio.

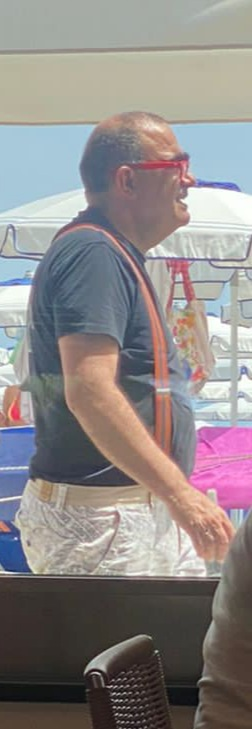
Elio ad Arenzano nel 2022

Nel 2002 pubblica, in veste di pianista e chitarrista, il singolo C'è solo l'Inter, cantato da Graziano Romani, nuovo inno della squadra calcistica di cui è tifoso. Nel 2004 ha pubblicato il libro Fiabe centimetropolitane e, con Faso, Rocco Tanica, Cesareo e Chiara Rapaccini, Animali spiaccicati. Nel 2006 esce Vite bruciacchiate, l'eterobiografia degli Elio e le Storie Tese scritta dagli stessi e da vari amici e collaboratori. In quegli anni è anche commentatore delle partite di baseball della MLB (al fianco di Faso) per SKY Sport. Ha giocato per anni nella squadra di baseball dell'Ares Milano Baseball, militante in serie B, nel girone A, squadra della quale Faso è presidente.
Nel 2003 è ospite del disco "X" degli Ossi Duri, band piemontese esperta nel repertorio di Frank Zappa, con i quali registra la cover "City of tiny lites" e l'inedito "Balletto". Nel corso degli anni, Elio e gli Ossi Duri realizzano diversi live assieme, uno dei quali è stato registrato nel disco "Gnam Gnam", uscito nel 2004. Ha collaborato con Maurizio Crozza nella trasmissione Crozza Italia su LA7 (2006). Nel marzo 2007 esce Tre colori, il nuovo album del rocker Graziano Romani, in cui Elio duetta assieme a Romani nel brano dal titolo Giorni sporchi. Ha partecipato alla realizzazione del brano Invisibile traccia nell'album Stonata della cantante Giorgia, suonando il flauto traverso.
Nel 2009 Elio ha iniziato a recitare nella serie TV Drammi Medicali, online su Flop Tv. In tale occasione Elio, che non ama farsi chiamare con il suo nome di battesimo, si è inventato un soprannome fittizio, ovvero Julio Hammurabi, da dare all'attore che ha interpretato il suo personaggio e cioè il Dottor Ovidio Giolsot. Nei titoli di coda, infatti, né Stefano Belisari né Elio e le Storie Tese compaiono come membri del cast, bensì è ben impresso il nome di Julio Hammurabi, alter ego del personaggio, cantante, attore, comico. È del 2009 anche l'incisione insieme ad Artisti uniti per l'Abruzzo del brano Domani, in occasione del terribile terremoto che devastó l'Abruzzo.
Il 24 marzo 2009 al MAXXI di Roma, Elio si è presentato per ritirare il Premio alla carriera della XV Quadriennale nazionale d'arte di Roma destinato a Maurizio Cattelan, sostenendo di essere Cattelan. Nell'estate del 2010 Elio è stato scelto per far parte della giuria del talent show di Rai 2 X Factor insieme a Mara Maionchi, Enrico Ruggeri e Anna Tatangelo. Come giudice Elio ha avuto una grande popolarità e ha portato alla puntata finale del programma, del 23 novembre 2010, due dei tre cantanti della sua squadra, ossia Nevruz Joku, classificatosi terzo, e Nathalie, vincitrice del programma. È giudice anche nella quinta e sesta edizione dello show in onda su Sky Uno, condotto da Alessandro Cattelan insieme ad Arisa, Morgan e Simona Ventura, e nella settima assieme a Mika, Morgan e Simona Ventura. Dopo una pausa, torna nella nona edizione ed è giudice assieme a Fedez, Mika e Skin.
Nel maggio 2011 è uscito il film Paul, nel quale Elio doppia l'alieno protagonista. Nel 2011 Elio collabora con Nokia e realizza per l'Ovi Store l'add on "Elio ti guida", software aggiuntivo destinato ai navigatori satellitari inclusi nei terminali. Nello stesso anno esce un videoclip dove canta Muppettissimo Show, una canzone per il nuovo film I Muppet. Sempre nel 2011 è ospite fisso dello show The Show Must Go Off condotto da Serena Dandini su LA7. Nel 2013 Elio e le Storie Tese partecipano al Festival di Sanremo, classificandosi al secondo posto. Ha partecipato alla realizzazione di due brani contenuti nell'album Frankenstein di Enrico Ruggeri, suonando il flauto traverso. Interviene nell'album di Max Pezzali, Max 20, cantando Nord sud ovest est. Dall'ottobre 2014 interpreta Gomez nel musical La famiglia Addams insieme a Geppi Cucciari, Giulia Odetto e Pierpaolo Lopatriello. Nel 2015 collabora all'album della cantautrice siciliana Cassandra Raffaele Chagall nella traccia Meditazione.
Nel 2016 è la voce del narratore in Pierino e il lupo per la Deutsche Grammophon, mentre il 10 novembre 2017 Elio duetta con Cristina D'Avena per il brano Siamo fatti così, inciso sull'album in studio Duets - Tutti cantano Cristina. Nel 2017 si è cimentato nell'attività di conduttore televisivo nel programma culturale L'opera italiana prodotto e trasmesso da Rai 5.
Nel 2020 collabora con Rocco Tanica e Enrico Melozzi alla ricostruzione del quintetto perduto de Le nozze in villa di Gaetano Donizetti, andate in scena al Teatro Gaetano Donizetti di Bergamo nell'ambito del Donizetti Opera Festival. Nell'aprile 2021 partecipa come concorrente al comedy show di Prime Video LOL - Chi ride è fuori, condotto da Fedez e Mara Maionchi.
Nel 2021 pubblica assieme all'ex giocatore di baseball Alessandro Maestri l'autobiografia di quest'ultimo, intitolata Mi chiamavano Maesutori.
Nel 2021 partecipa assieme alla rapper Madame alla campagna promozionale per l'introduzione del canale TikTok dell'Ikea, denominata That's OK Boomer che unisce due generazioni differenti per una pubblicità sia simpatica ma anche dinamica nella sua musica.
Nel 2022 è (insieme a Frank Matano, Mara Maionchi e Federica Pellegrini) uno dei quattro giudici dello show televisivo Italia's Got Talent edizione 2022, trasmesso su TV8 e su Sky Italia.

## Filmografia

### Attore

#### Cinema
- Rocco e le storie tese, regia di Rocco Siffredi (1997)
- Asini, regia di Antonello Grimaldi (1999)
- Natale a casa Deejay, regia di Lorenzo Bassano (2004)
- InvaXön - Alieni in Liguria, regia di Massimo Morini (2004)
- Capitan Basilico, regia di Massimo Morini (2011)
- Ci vuole un gran fisico, regia di Sophie Chiarello (2013)
- Il sole dei cattivi, regia di Paolo Consorti (2013)
- La ragazza Carla, regia di Alberto Saibene (2015)
- Ritmo sbilenco - Un filmino su Elio e Le Storie Tese, regia di Mattia Colombo – documentario (2016)

- Enzo Jannacci - Vengo anch'io, regia di Giorgio Verdelli - documentario (2023)
- Improvvisamente a Natale mi sposo, regia di Francesco Patierno (2023)
- Gloria!, regia di Margherita Vicario (2024)
- Tutta colpa del rock, regia di Andrea Jublin (2025)

#### Televisione
- InvaXön - Alieni nello spazio – serie TV (2007)
- Drammi Medicali – web-serie (2009-2010) - accreditato come Julio Hammurabi
- Roma, Napoli, Venezia... in un crescendo rossiniano – mediometraggio documentario (2018)

### Colonne sonore

#### Cinema
- Tutti gli uomini del deficiente, regia di Paolo Costella (1999)
- Boris - Il film, regia di Giacomo Ciarrapico, Mattia Torre e Luca Vendruscolo (2011) – con la canzone Pensiero Stupesce

#### Televisione
- Boris - serie TV (2007-2010) – autori della sigla Gli occhi del cuore

### Doppiaggio

#### Film in live action
- Paul in Paul

- Adattamento e dialoghi italiani per Austin Powers - La spia che ci provava

#### Film d'animazione
- Arne e voce narrante in Terkel in Trouble
- Chester V in Piovono polpette 2 - La rivincita degli avanzi
- Ox in Pupazzi alla riscossa[23]
- Dillo l'armadillo in Ainbo - Spirito dell'Amazzonia

#### Cartoni animati
- Butt-Head (2ª voce) in Beavis and Butt-Head

## Programmi televisivi

### Con Elio e le Storie Tese
- Lupo solitario (Italia 1, 1987)
- L'araba fenice (Italia 1, 1988)
- Mai dire Gol (Italia 1, 1992-1996)
- Mai dire Mondiali (Italia 1, 1994)
- Mai dire Gol 2001 (Italia 1, 2001)
- Crozza Italia (LA7, 2006)
- DopoFestival 2008 (Rai Uno, 2008)
- Parla con me (Rai 3, 2009-2011)
- X Factor (Rai 2, 2010; Sky Uno, 2011-2013, 2015) Giudice
- The Show Must Go Off (LA7, 2012)
- Il Musichione (Rai 2, 2014)
- Strafactor (Sky Uno, 2016-2018) Giudice
- L'opera italiana (Rai 5, 2017)
- Stati Generali (Rai 3, 2019-2020)
- LOL - Chi ride è fuori (Prime Video, 2021) Concorrente
- Italia's Got Talent (Sky Uno, 2022) Giudice
- LOL Talent Show - Chi fa ridere è dentro (Prime Video, 2023-2025) Giudice
- Il Concertozzo – Musica e inclusione in Italia (Real Time, 2024)
- C'era una volta il Derby Club (Rai 3, 2024)
- Like a Star (Nove, 2025) Giudice
- GialappaShow (TV8, 2025)

## Radio
- Cordialmente (Radio Deejay, dal 1993)
- Alle otto della sera (Rai Radio 2, 2004)
- I cittadini (Rai Radio 2, 2018)

## Teatro
- L'Opera da tre soldi, di Bertolt Brecht, con Peppe Barra, Maddalena Crippa e Athina Cenci (poi sostituita da Marina Confalone), regia di Lorenzo Mariani (2000/2001)
- Storia d'amore e d'anarchia, con Gabriella Pession e Giuliana De Sio, scritto e diretto da Lina Wertmüller (2002/2003)
- La famiglia Addams, di Marshall Brickman, con Geppi Cucciari, adattamento di Stefano Benni, regia di Giorgio Gallione (2014/2015)
- Monty Python's Spamalot, di Eric Idle, adattamento di Rocco Tanica, regia di Claudio Insegno (2017/2018)
- Opera buffa! Il flauto magico e cento altre bagatelle, con brani di Wolfgang Amadeus Mozart, Gioachino Rossini, Giuseppe Verdi e Jacques Offenbach (2018-2020)
- Il Grigio, di Giorgio Gaber e Sandro Luporini, regia di Giorgio Gallione (2018-2021)
- L'Opera da tre soldi e altre storie, tratto da Bertolt Brecht e Kurt Weill, con i Fiati Associati (Massimo Mercelli, Luca Vignali, Riccardo Crocilla, Paolo Carlini, Paolo Faggi) (2020)
- Ci vuole orecchio. Elio recita e canta Enzo Jannacci, scritto e diretto da Giorgio Gallione (2021-2024)
- Mi resta solo un dente e cerco di riavvitarlo, scritto e diretto da Giorgio Gallione (2023-2024)
- Quando un musicista ride, scritto e diretto da Giorgio Gallione (2024-2025)

## Opere letterarie
- Elio, Fiabe centimetropolitane, collana AsSaggi, Bompiani, 2004, ISBN 978-8845232855.
- Elio e le Storie Tese, Animali spiaccicati ovvero il Nuovissimo Metodo per entrare alla grande nel mondo dei grandi, collana Stile Libero Extra, illustrazioni di Chiara Rapaccini, Einaudi, 2004, ISBN 978-8806170233.
- Elio e le Storie Tese, Vite bruciacchiate: Ricordi confusi di una carriera discutibile, Bompiani, 2006, ISBN 978-8845257353.
- Elio e Francesco Micheli, L'opera è polvere da sparo, collana Varia, Rizzoli, 2017, ISBN 978-8817097253.
- Elio e Franco Losi, Uaired, collana Oceani, La nave di Teseo, 2018, ISBN 978-8893446334.
- Elio e Alessandro Maestri, Mi chiamavano Maesutori, collana Le Boe, Baldini e Castoldi, 2021, ISBN 978-8893884358.

## Impegno sociale
Ha due figli gemelli, di cui uno affetto da autismo. Tale esperienza lo ha condotto a spendersi socialmente a sostegno della causa delle persone con questa condizione medica e alle relative terapie. È consigliere di amministrazione della Fondazione Adecco.
È uno dei principali sostenitori dell'iniziativa PizzAut, che offre opportunità lavorative, regolarmente retribuite, a ragazzi autistici.